# هاستين

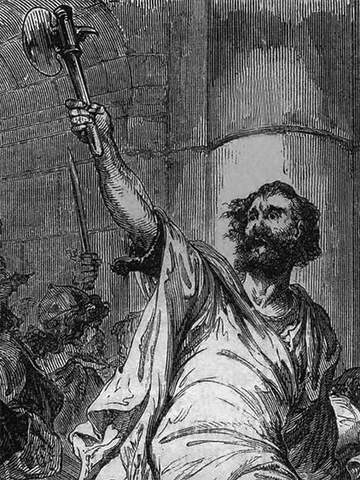
هاستين في لونا ، إيطاليا حوالي 859.
هيستوار شعبية في فرنسا
الطبعة الأولى، المؤلف: Ch. Lahure

هاستاين (بالإسكندنافية القديمة: Hásteinn) (سجل كذلك الاسم أيضًا Anstign، Haesten، Hæsten، Hæstenn أو Hæsting والاسم المستعار Alsting) كان زعيمًا ملحوظًا من الفايكنج في آواخر القرن التاسع وقد قام بعدة غارات.

## النشأة
لا يُعرف سوى القليل عن بداية حياة هاستين. وُصِف بأنه دنماركي في الوثائق الأنجلو ساكسونية.
ويقال أنه قد شارك في غارات على جزيرة نويرموتييه أثناء الأعوام 834 و835.

يعود فضل المشاركة في غارات مختلفة على مملكة الفرنجة إلى هاستين ولكن من المحتمل أن يكون أكثر شهرةً لقيادته المشتركة لغارة كبيرة على البحر الأبيض المتوسط في عام 859.
 لأن الأمة الفرنجية، التي سحقها المنتقم أنستين [هاستين]، كانت مليئة جدًا بالنجاسة القذرة. وبسبب الخيانة وحنث القسم، فقد استحقوا الحكم عليهم؛ الكفار والكافرين، عوقبوا بحق ... دودو سانت كوينتين. جيستا نورمانوروم. الكتاب الأول. الفصل الثالث.

## إسبانيا والبحر الأبيض المتوسط
خلال الأعوام من 859 حتى 862، قاد هاستين رحلة استكشافية مع بيورن يارنسيدا. أبحر أسطول مكون من 62 سفينة من لوار إلى دول البحر الأبيض المتوسط.
في البداية، لم تسر الغارة على ما يرام، حيث هُزم هاستين من قبل الأستوريين، وفيما بعد من مسلمو الخلافة الأموية في الأندلس في لبلة عام 859. تبع ذلك نجاح نهب الجزيرة الخضراء حيث تم حرق المسجد، ثم خراب مازيمما في الخلافة الإدريسية على الساحل الشمالي لأفريقيا، تلاها غارات أخرى على الخلافة الأموية في أوريويلة وجزر البليار وروسيون. لقد احتلوا نيكور لمدة 8 أيام.
قضى هاستين وبيورن فصل الشتاء في جزيرة كامارج عند مصب نهر الرون قبل أن يجتاحا أربونة ونيم وآرل، ثم إلى الشمال حتى فالانس، قبل الانتقال إلى إيطاليا. هناك هاجموا مدينة لونا. ولأنه أعتقد أنها روما، جعل هاستين رجاله يحملونه إلى البوابة ويخبرون الحراس أنه يحتضر ويرغب في التحول إلى المسيحية. وبمجرد دخوله، تم نقله إلى كنيسة المدينة حيث تلقى الأسرار المقدسة، قبل أن يقفز من على نقالة ويقود رجاله في نهب البلدة. في رواية أخرى، زَعم أنه يريد التحول قبل وفاته، ثم تظاهر بالموت في اليوم التالي. ثم سمحت مدينة لونا لجسده و50 من رجاله بالدخول وهم يرتدون أردية لدفنه. كان رجال هاستين قد أخفوا سيوفًا تحت أرديتهم، وبمجرد أن دخلوا، خرج هاستين من نعشه، وقطعوا رأس القس ونهبوا المدينة. ومع ذلك، فإن هذا محل نقاش كبير. لقد أبحر على طول الساحل ونهب بيزا، وأبحر في نهر أرنو، ودمر فيسولي. من المحتمل أن يكون الأسطول قد أغار على أراضي الإمبراطورية البيزنطية في شرق البحر الأبيض المتوسط.
في طريق العودة إلى لوار، قيل أنه توقف في شمال أفريقيا حيث اشترى العديد من العبيد الأفارقة (المعروفين عند الفايكنج باسم 'blámenn، الرجال الزرق، ربما من السوس الأقصى أو الطوارق) الذين باعوهم في وقت لاحق في أيرلندا. كان يُفترض أنهم فقدوا 40 سفينة في عاصفة، وخسروا 2 آخرى في مضيق جبل طارق في طريقهم إلى ديارهم، بالقرب من شذونة، لكنهم ما زالوا قادرين على تدمير بنبلونة قبل العودة إلى ديارهم في لوار مع 20 سفينة.

## لوار وسين
استقر هاستين في بريتاني، وتحالف مع سالومون ملك بريتاني ضد الفرنجة في عام 866، وكجزء من جيش الفايكنج-بريطون، قتل روبرت القوي في معركة بريسارت بالقرب من شاتونوف سور سارث. وفي عام 867، استمر في تدمير بورج وبعد عام هاجم أورليان. استمر السلام حتى ربيع 872 عندما أبحر أسطول الفايكنج فوق نهر ماين واحتل أنجيه، مما أدى إلى حصار ملك الفرنجة شارل الأصلع والاتفاق على السلام في أكتوبر 873.
بقي هاستين في دولة لوار حتى عام 882، عندما طرده شارل أخيرًا ثم نقل جيشه شمالًا إلى نهر السين. لقد مكث هناك حتى حاصر الفرنجة باريس وهددت أرضه في بيكاردي. وفي هذه المرحلة، أصبح أحد الفايكنج ذوي الخبرة الذين يتطلعون إلى إنجلترا بحثًا عن الثروات والنهب.

## «هاستين» في إنجلترا
ربما كان هناك فايكنغ آخر اسمه هاستين هبط في إنجلترا عام 892. كان من المفترض أن يكون عمر هاستين في غارات نويرموتييه (834-835) على الأقل 71 عامًا بحلول هذا الوقت، وهو عجوز لأي أوروبي خلال القرن التاسع وخاصة الفايكنج.
قاد هاستين، الذي عبر إلى إنجلترا من بولوني في 892، أحد جيشين عظيمين. هبط جيشه، الأصغر من الاثنين، في 80 سفينة واحتل قرية ميلتون ريجيس الملكية في كنت، بينما هبط حلفاؤه في أبليدور مع 250 سفينة. وضع ألفريد العظيم جيش الغرب الساكسوني بينهم لمنعهم من الاتحاد، وكانت النتيجة أن هاستين وافق على الشروط، بما في ذلك السماح لولديه بالتعميد، وترك كنت إلى إسكس. حاول الجيش الأكبر لم شمله مع هاستين بعد مداهمة هامبشاير وبيركشاير في أواخر ربيع عام 893، لكنه هُزم في فارنهام على يد جيش بقيادة الأمير إدوارد، نجل ألفريد. وصل الناجون في النهاية إلى جيش هاستين في جزيرة مرسي، بعد فشل جيش الغرب الساكسوني والمرسيين في طردهم من حصنهم في ثورني.
نتيجة لذلك، جمع هاستين قواته من أبليدور وميلتون وسحبهم إلى معسكر محصن في بنفليت في إسيكس. لقد استخدم هذا المعسكر كقاعدة لمداهمة مرسيا. ومع ذلك، وبينما كانت قوته الرئيسية تغزو أولئك الذين تركوا في الحصن، فقد هُزمت الميليشيا المعززة في شرق ويسيكس. استولى الغرب الساكسوني على الحصن، إلى جانب مع السفن والغنائم والنساء والأطفال. وشمل ذلك زوجة وأبناء هاستين. أعاد هاستين تأسيس قوته المشتركة في حصن جديد في شويبوري شمالًا في إسكس، وتلقى تعزيزات من الدنماركيين المستقرين في شرق أنجليا ويورفيك. وبعد فترة وجيزة، ووفقًا للوثائق الأنجلو ساكسونية، أجرى هاستين محادثات مع ألفريد، ربما لمناقشة شروط إطلاق سراح عائلته. مهما كانت المناقشة، يبدو أن هاستين تمكن من إعادة ولديه. تخبرنا الوثائق الأنجلو ساكسونية أن السبب في ذلك هو أن إيثيلريد من مرسيا، صهر ألفريد وألفريد، كان راعيًا لأبناء هاستين عند تعميدهما في أوائل عام 893، قبل وصول هاستين إلى بنفليت. وهكذا كان ألفريد الأب الروحي لصبي وإيثيلريد عرابًا للآخر.

إذا كانت إستراتيجية ألفريد هي صنع السلام، فقد فشلت لأنه وبعد فترة وجيزة، شن هاستين غارة ثانية على طول وادي التايمز ومن هناك انطلق على طول نهر سيفرن. تمت مطاردة هاستين على طول الطريق من قبل إيثيلريد وجيش المرسيين والغرب الساكسوني المشترك، معززين بمجموعة من المحاربين من الممالك الويلزية. وفي النهاية حوصر جيش الفايكنج في بوتينغتون، وربما كانت هذه جزيرة بوتينغتون على نهر سيفيرن بالقرب من ويلشبول في باويس، وكذلك في معركة بوتينغتون الناتجة بعد عدة أسابيع، وقاتلوا في طريقهم للخروج، وفقدوا العديد من الرجال، وعادوا إلى القلعة في شويبوري. ووفقًا للوثائق:
.. بعد عدة أسابيع، مات بعض الوثنيين [الفايكنج] من الجوع، لكن البعض منهم هربوا، بعد أن أكلوا خيولهم، وانضموا إلى المعركة مع أولئك الذين كانوا على الضفة الشرقية للنهر. ولكن، عندما تم قتل عدة آلاف من الوثنيين، وهرب الآخرين، كان المسيحيون [الإنجليز] سادة مكان الموت. في تلك المعركة قُتل النبيل الأنبل أرديه والعديد من أمراء الملك...
 وفي أواخر صيف 893، ضرب رجال هاستين مرة أخرى. لقد نقلوا كل غنائمهم ونساءهم وسفنهم من إيست أنجليا إلى قلعة رومانية مدمرة في تشستر. كانت الخطة هي إعادة بناء التحصينات واستخدامها كقاعدة للإغارة على شمال مرسيا. ومع ذلك، كان لدى المرسيين أفكار أخرى، فقد حاصروا القلعة وحاولوا تجويع الدنماركيين عن طريق إزالة أو استرداد أي ماشية وتدمير أي محاصيل في المنطقة.
في الخريف، ترك الجيش المحاصر تشيستر، وسار وصولًا إلى جنوب ويلز، ودمر الممالك الويلزية بريكنوك، وجوينت وجلايسينج حتى صيف عام 894. لقد عادوا عبر نورثمبريا، والأراضي الوسطى التي يسيطر عليها الدنماركيون من فايف بورغز، وشرق أنجليا للعودة إلى الحصن في جزيرة مرسي. وفي خريف عام 894، سحب الجيش سفنه عبر نهر التايمز إلى حصن جديد على نهر ليا. وفي صيف عام 895 وصل ألفريد مع جيش الغرب الساكسوني، وعرقلوا مجرى نهر ليا بحصن على جانبي النهر. تخلى الدنماركيون عن معسكرهم، وأعادوا نسائهم إلى إيست أنجليا وقاموا بمسيرة عظيمة أخرى عبر ميدلاندز إلى موقع في سيفيرن (حيث توجد بريدجنورث الآن)، تبعها على طول الطريق قوات معادية. لقد مكثوا هناك حتى ربيع عام 896 عندما تفرق الجيش أخيرًا في إيست أنجليا ونورثمبريا، ووفقًا للوثائق الأنجلو ساكسونية، فإن أولئك الذين كانوا مفلسين وجدوا لأنفسهم سفنًا وذهبوا جنوبًا عبر البحر إلى نهر السين.

## الإرث
اختفى هاستين من التاريخ في حوالي عام 896، وبحلول ذلك الوقت وُصِف الرجل العجوز بأنه «المحارب القديم المفعم بالحيوية والمرعب في لوار والسوم»، حين وصل إلى إنجلترا قبل عدة سنوات. لقد كان واحدًا من أكثر الفايكنج شهرة ونجاحًا في كل العصور، بعد أن داهم عشرات المدن عبر العديد من الممالك في أوروبا وشمال أفريقيا.

كان الراهب النورماندي دودو من سانت كوينتين ينتقد بشدة هاستين:
كان هذا رجلاً ملعونًا: شرسًا، وقاسيًا للغاية، ووحشيًا، وموبوءً، وعدائيًا، وكئيبًا، ومشاكسًا، ومثيرًا للسخط، ومذمومًا، وغير جدير بالثقة، ومتقلبًا، وخارجًا عن القانون. متعاملًا بالموت، وغير مهذب، وكثير الخدع، وجنرال حرب، وخائنًا، ومحرضًا للشر، ومخيفٌ مزدوج الصبغة ... دودو سانت كوينتين. جيستا نورمانوروم. الكتاب الأول. الفصل الثالث. 
تم التعرف عليه مع إيرل هاستينغ الذي احتفظ بجزر القنال لفترة من الوقت.
اقترح بعض العلماء أن منطقة هاستينغز في ساسكس في إنجلترا ربما أسسها أحد أسلاف هاستين.

## تمثيلات خيالية
يارل هاستين هو شخصية متكررة في قصص الساكسون لبرنارد كورنويل، كحليف سابق ثم خصم لأوتريد بيبانبرج. وفي المسلسل التلفزيوني ذا لاست كينغدوم، لعب دوره الممثل النرويجي جيبي بيك لورسن.
يظهر يارل هاستين أيضًا في المسلسل الخيالي The Strongbow Saga الذي كتبه جودسون روبرتس.
تجعل حزمة توسعة The Old Gods للعبة الكومبيوتر ملوك الصليبية 2، الصادرة عام 2012، اللعب بشخصية هاستين ممكنًا. تتضمن خليفة اللعبة، ملوك الصليبية 3، هاستين كأحد الشخصيات المرجعية التي يتم تشجيع اللاعبين على اللعب بها.

## روابط خارجية
- صفحة فايكنغ سيندي فالار
- الفايكنج في جزر القنال